# Un colpo al cuore
Un colpo al cuore è una miniserie televisiva italiana del 2000 diretto e interpretato da Alessandro Benvenuti. È il terzo capitolo della saga Delitti e segreti, cominciata con Il mistero del cortile, poi Morte di una ragazza perbene, seguita da Senso di colpa e infine da Tutto in quella notte.

## Trama
In un paesino vicino Torino, il sostituto procuratore Andrea Martinez trasferitosi per amore della sua compagna e futura moglie Marina Ardenzi viene sconvolto dalla notizia che la stessa Marina è stata assassinata insieme a un avvocato e a un cliente, e in città arriva un'ispettrice di Polizia Giulia Pascali per indagare questo triplice omicidio.